# بخش شمله
بخش شمله (به انگلیسی: Shimla district) یک بخش در هند است که در هیماچال پرادش واقع شده‌است. بخش شمله ۵٬۱۳۱ کیلومتر مربع مساحت و ۸۱۳٬۳۸۴ نفر جمعیت دارد.